# 寶可夢 釋雪二藍
《釋雪二藍》是遊戲《寶可夢傳說 阿爾宙斯》的衍伸網路動畫系列，由WIT STUDIO製作；2022年5月18日起於網路平台免費播放，全3集。

## 角色
曉星（聲：釘宮理惠（幼年）、內山昂輝（少年））
醫生學徒，有著沈穩個性的青年。為了尋找草藥而前往洗翠地區。孩童時期好奇心旺盛，也有愛惡作劇的一面。曾跟隨父親拜訪過洗翠地區，並在森林中遇見了異色的索羅亞。
索羅亞（洗翠的樣子）（聲：愛河里花子）
居住在洗翠地區的怨狐寶可夢，據說是由被趕出棲息地的索羅亞留下的怨念，因對人類與寶可夢強烈的怨念轉生成這種模樣。曉星在森林中遇見的是異色索羅亞。
曉星爸爸（聲：小山力也）
為了採伐木材與曉星來到洗翠地區，因過去發生的事對寶可夢心懷恐懼。
星月（聲：朴璐美）
警備組的成員，具有嚴以律己的性格。

## 製作人員
- 導演 - 山本健
- 劇本 - 岸本卓
- 角色設計 - KURO
- 色彩設計 - 中村絢郁（WIT STUDIO）
- 美術監督 - 金子雄司（青写真）
- 攝影監督 - 横井武尊（WIT STUDIO）
- 離線編輯 - 齋藤朱里（三嶋編集室）
- 音響監督 - 三間雅文
- 音樂 - Conisch
- 動畫製作 - WIT STUDIO

## 集數列表
| 集數 | 標題                                       | 發布日期      |
| ---- | ------------------------------------------ | ------------- |
| 1    | 踏青 （／Onto the Icy Blue）               | 2022年5月18日 |
| 2    | 殘雪、漸紅 （／Fiery Reflections in Snow） | 2022年6月8日  |
| 3    | 二藍 （／Two Hues）                        | 2022年6月22日 |

## 外部連結
- YouTube播放列表（日語配音、繁體中文字幕） （页面存档备份，存于）
- YouTube第一集影片（國語配音、繁體中文字幕） （页面存档备份，存于）
- 官方网站：繁體中文、簡體中文、日文